# Кріс Летанг
Крістофер Аллен Летанг (англ. Kristopher Allen Letang, нар. 24 квітня 1987, Монреаль) — канадський хокеїст, захисник клубу НХЛ «Піттсбург Пінгвінс».
Тричі ставав володарем Кубка Стенлі.

## Ігрова кар'єра
Хокейну кар'єру розпочав 2004 року в ГЮХЛК.
2005 року був обраний на драфті НХЛ під 62-м загальним номером командою «Піттсбург Пінгвінс».
Наразі єдиною професійною командою у кар'єрі гравця лишається клуб НХЛ «Піттсбург Пінгвінс».

## Досягнення та нагороди
- Володар Кубка Стенлі 2009, 2016, 2017

- Учасник Матчу всіх зірок НХЛ 2011, 2012, 2016, 2017

- Гравець Другої команди всіх зірок НХЛ 2013, 2016

- Учасник Матчу молодих зірок НХЛ 2008, 2009

## Статистика

### Клубні виступи
| Сезон        | Клуб                           | Ліга         | Регулярний сезон | Регулярний сезон | Регулярний сезон | Регулярний сезон | Регулярний сезон | Плей-оф | Плей-оф | Плей-оф | Плей-оф | Плей-оф |
| Сезон        | Клуб                           | Ліга         | І                | Г                | П                | О                | ШХ               | І       | Г       | П       | О       | ШХ      |
| ------------ | ------------------------------ | ------------ | ---------------- | ---------------- | ---------------- | ---------------- | ---------------- | ------- | ------- | ------- | ------- | ------- |
| 2004–05      | «Валь-д'Ор Фуреарс»            | ГЮХЛК        | 70               | 13               | 19               | 32               | 79               | —       | —       | —       | —       | —       |
| 2005–06      | «Валь-д'Ор Фуреарс»            | ГЮХЛК        | 60               | 25               | 43               | 68               | 156              | 5       | 1       | 5       | 6       | 20      |
| 2006–07      | «Валь-д'Ор Фуреарс»            | ГЮХЛК        | 40               | 14               | 38               | 52               | 74               | 19      | 12      | 19      | 31      | 48      |
| 2006–07      | «Піттсбург Пінгвінс»           | НХЛ          | 7                | 2                | 0                | 2                | 4                | —       | —       | —       | —       | —       |
| 2006–07      | «Вілкс-Барр/Скрентон Пінгвінс» | АХЛ          | —                | —                | —                | —                | —                | 1       | 0       | 1       | 1       | 2       |
| 2007–08      | «Вілкс-Барр/Скрентон Пінгвінс» | АХЛ          | 10               | 1                | 6                | 7                | 4                | —       | —       | —       | —       | —       |
| 2007–08      | «Піттсбург Пінгвінс»           | НХЛ          | 63               | 6                | 11               | 17               | 23               | 16      | 0       | 2       | 2       | 12      |
| 2008–09      | «Піттсбург Пінгвінс»           | НХЛ          | 74               | 10               | 23               | 33               | 24               | 23      | 4       | 9       | 13      | 26      |
| 2009–10      | «Піттсбург Пінгвінс»           | НХЛ          | 73               | 3                | 24               | 27               | 51               | 13      | 5       | 2       | 7       | 6       |
| 2010–11      | «Піттсбург Пінгвінс»           | НХЛ          | 82               | 8                | 42               | 50               | 101              | 7       | 0       | 4       | 4       | 10      |
| 2011–12      | «Піттсбург Пінгвінс»           | НХЛ          | 51               | 10               | 32               | 42               | 34               | 6       | 1       | 4       | 5       | 21      |
| 2012–13      | «Піттсбург Пінгвінс»           | НХЛ          | 35               | 5                | 33               | 38               | 16               | 15      | 3       | 13      | 16      | 8       |
| 2013–14      | «Піттсбург Пінгвінс»           | НХЛ          | 37               | 11               | 11               | 22               | 16               | 13      | 2       | 4       | 6       | 14      |
| 2014–15      | «Піттсбург Пінгвінс»           | НХЛ          | 69               | 11               | 43               | 54               | 79               | —       | —       | —       | —       | —       |
| 2015–16      | «Піттсбург Пінгвінс»           | НХЛ          | 71               | 16               | 51               | 67               | 66               | 23      | 3       | 12      | 15      | 22      |
| 2016–17      | «Піттсбург Пінгвінс»           | НХЛ          | 41               | 5                | 29               | 34               | 32               | —       | —       | —       | —       | —       |
| Усього в НХЛ | Усього в НХЛ                   | Усього в НХЛ | 603              | 87               | 299              | 386              | 438              | 116     | 18      | 50      | 68      | 119     |

### Збірна
| Рік              | Команда          | Турнір           | Місце            | І  | Г | П  | О  | ШХ |
| ---------------- | ---------------- | ---------------- | ---------------- | -- | - | -- | -- | -- |
| 2005             | Канада           | U18              | 2                | 6  | 2 | 2  | 4  | 20 |
| 2006             | Канада           | МЧС              | 1                | 6  | 1 | 2  | 3  | 2  |
| 2007             | Канада           | МЧС              | 1                | 6  | 0 | 6  | 6  | 12 |
| Молодіжна збірна | Молодіжна збірна | Молодіжна збірна | Молодіжна збірна | 18 | 3 | 10 | 13 | 36 |